# Cambil, Mexiko
Cambil är en ort i Mexiko.   Den ligger i kommunen Mazapa de Madero och delstaten Chiapas, i den sydöstra delen av landet, 900 km sydost om huvudstaden Mexico City. Cambil ligger 1 390 meter över havet och antalet invånare är 169.
Terrängen runt Cambil är bergig västerut, men österut är den kuperad. Runt Cambil är det ganska tätbefolkat, med 179 invånare per kvadratkilometer. Närmaste större samhälle är Motozintla de Mendoza, 8,6 km väster om Cambil. I omgivningarna runt Cambil växer huvudsakligen savannskog.